# Ruprecht IV. (Virneburg)

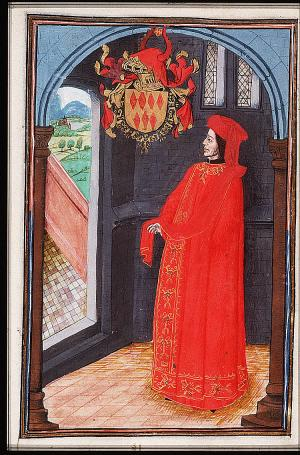
Ruprecht IV. im Statutenbuch des Ordens (Den Haag, KG, 76 E 10, fol. 56r)

Ruprecht IV., Graf von Virneburg († 1444 vor dem 5. Mai) war ein deutscher Adliger in Diensten des Herzogs von Burgund. 1433 wurde er in den Orden vom Goldenen Vlies aufgenommen.

## Leben
Er war der einzige Sohn von Graf Adolf von Virneburg und dessen Ehefrau Jutta von Randerath. 1391 ist er selbst als Graf von Virneburg bezeugt. 1419 schloss er einen Ehevertrag für seinen Sohn Philipp, der der Familie fünf Jahre später unter anderem Teile der Grafschaft Neuenahr einbrachte sowie den zugehörigen Grafentitel.
In der ab 1430 akuten Trierer Investiturfehde um Jakob I. von Sierck, Ulrich von Manderscheid und Raban von Helmstatt unterstützte Virneburg den Kölner Domdechanten Manderscheid, der bei der Doppelwahl von 1430 gegenüber Sierck die geringere Stimmenzahl bekommen hatte, und dies weiterhin, nachdem Papst und Kaiser Raban von Helmstatt als Kompromiss anerkannt hatten. Der Streit wurde auf dem Konzil von Basel ergebnislos prozessiert (1434).
Auf dem Ordenskapitel in Dijon Ende 1433 wurde Ruprecht IV. von Virneburg in den Orden vom Goldenen Vlies aufgenommen (Diplom Nr. 36).
Am 16. April 1436 schlossen Herzog Philipp der Gute von Burgund und seine angeheiratete Tante Elisabeth von Görlitz den Haager Vertrag, in dem sie gegen eine Rente und eine einmalige Abfindung sämtliche Rechte am Herzogtum Luxemburg abtrat; Teil des Vertrages war, dass Ruprecht von Virneburg als Seneschall (und burgundischer Aufpasser) am Hof Elisabeths in Arlon installiert wurde – zu dem Kaiser Sigismund mit Johann III. von Rodemacher einen Gegenpart ernannte.
Kurz nach dem Vertragsschluss kam Jeanne des Armoises an den Hof in Arlon, die sich als Jeanne d’Arc ausgab und von Elisabeth bis gegen Jahresende unterstützt wurde. Ruprecht von Virneburg und sein gleichnamiger Sohn nutzte das Auftreten Jeannes, um sie an die Spitze eines Söldnerheeres zu stellen, mit dem sie am 2. August 1436 in Köln einzog, aber am 25. August wieder fliehen musste. Die Abwesenheit Ruprechts IV. nutzte Kaiser Sigismund aus, um die Zitadelle von Luxemburg besetzen zu lassen.

## Familie
Ruprecht IV. heiratete 1390 in erster Ehe Johannette von Blankenheim, Tochter von Gerhard VIII., die bereits 1398 verstorben war. Die Ehe blieb kinderlos. Wohl im Jahr 1398 heiratete er in zweiter Ehe Agnes von Solms, Tochter von Graf Otto; Agnes ist von 1405 bis 1412 bezeugt und im Jahr 1420 bereits verstorben. Aus dieser Ehe stammen seine Nachkommen.
- Philipp I., 1424 Graf von Virneburg und Neuenahr, † 10. Februar 1443; ⚭ (Ehevertrag vom 4. Juli 1419) Katharina von Saffenberg, Erbin von Teilen von Neuenahr, Saffenberg und Gelsdorf, 1411/70 bezeugt, Tochter von Wilhelm von Saffenberg, Graf von Neuenahr
- Ruprecht (V.), 1424/36 bezeugt, † vor 1444, der in der Affäre um Jeanne des Armoises auftritt
- Anna, 1442 bezeugt; ⚭ Johann von der Marck in Arenberg und Sedan, † 1470
- Genoveva, 1415 bezeugt, † 8. April 1437; ⚭ nach 15. Mai 1429 Heinrich II., Graf von Nassau-Dillenburg in Vianden, † 1450
- Agnes, ⚭ wohl 1415 Johann II. von Rodemachern, † 1415